# Retignano
Retignano est une frazione de près de 400 habitants de la commune de Stazzema, situé à une altitude de 360-440 mètres en Versilia, dans la province de Lucques en Toscane, Italie. Les habitants sont appelés Retignanesi.

## Histoire

### Les premiers établissements
L'origine du village pourrait remonter à la fin de l'époque romaine, pendant les guerres avec les Ligures apuans entre 560 et 580. Certaines recherches relient son nom à celui de Retinio, un Romaine a qui a été confié le quartier, nom qui est devenu Ratiniana, San Pietro di Retignano et enfin Retignano à partir de 1900. Pendant le XIIe siècle, c'est une commune indépendante, dirigée par un podestat, et qui jouissait d'une certaine prospérité qui a existé jusqu'au 17 juin 1776, lorsque le grand-duc de Toscane Pietro Leopoldo a décidé d'éliminer les petites communes. Le foyer des activités s'est alors déplacé à Ruosina puis à Stazzema